# یاملن
یاملن (به آلمانی: Jameln) یک شهر در آلمان است که در نیدرزاکسن واقع شده‌است.

## خصوصیات
یاملن ۳۵٫۸۴ کیلومترمربع مساحت دارد ۱۹ متر بالاتر از سطح دریا واقع شده‌است.